# Triggerwarnung

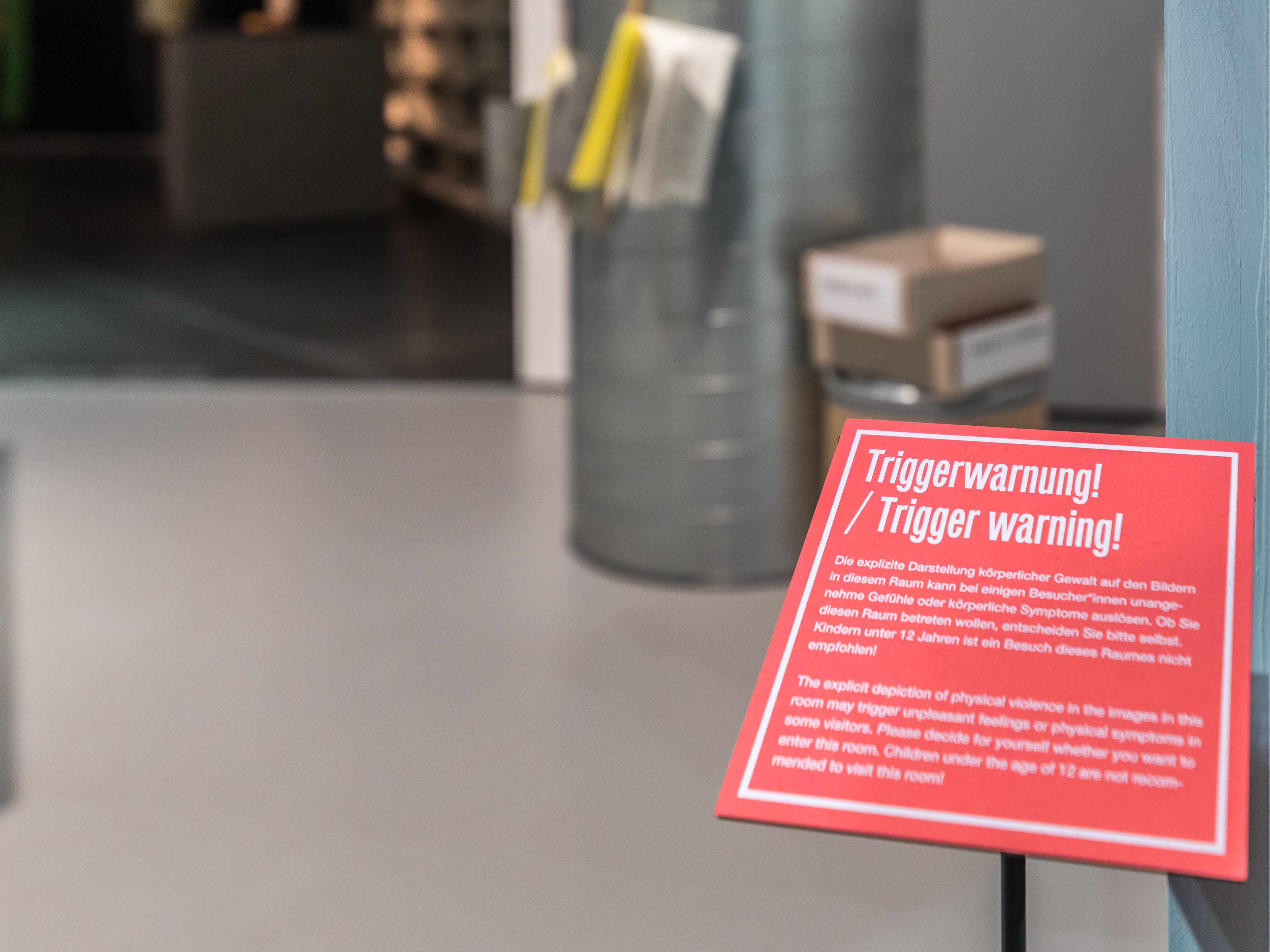
Triggerwarnung zu Gewalt im Kölner Rautenstrauch-Joest-Museum (2022): „Die explizite Darstellung körperlicher Gewalt auf den Bildern in diesem Raum kann bei einigen Besucher*innen unangenehme Gefühle oder körperliche Symptome auslösen.“

Eine Triggerwarnung (von englisch trigger warning, auch deutsch Inhaltshinweis, von englisch content note) ist eine Warnung vor möglichen Auslösereizen (Auslöser, englisch trigger). Der Begriff „Trigger“ stammt ursprünglich aus der Traumatheorie, hat aber inzwischen eine weite mediale und politische Rezeption erfahren. Für „Triggerwarnung“ ist in sozialen Medien die Abkürzung „TW“ gebräuchlich, für den verwandten neutraleren Begriff „Content Note“ (Anmerkung zum Inhalt, Inhaltshinweis) die Abkürzung „CN“. Die Wirksamkeit von Triggerwarnungen gilt als umstritten, da sie gegenteilige Wirkungen haben können.

## Ursprung
Die Ursprünge des Begriffs „Trigger“ liegen in der Traumatherapie, wo der Begriff „bestimmte Reize, die unwillkürlich die Erinnerung an ein zurückliegendes Trauma auslösen und dadurch Flashbacks hervorrufen können“ bezeichnet. Die heute gebräuchliche Verwendung nahm ihren Ursprung in Diskussionen über sexuelle Gewalt in feministischen Online-Foren und wurde seit Beginn der 2000er Jahre auch in weiteren Online-Communitys verwendet, bevor er durch Nutzer auf Tumblr weiter popularisiert wurde.

### Literatur, Theater und Museen

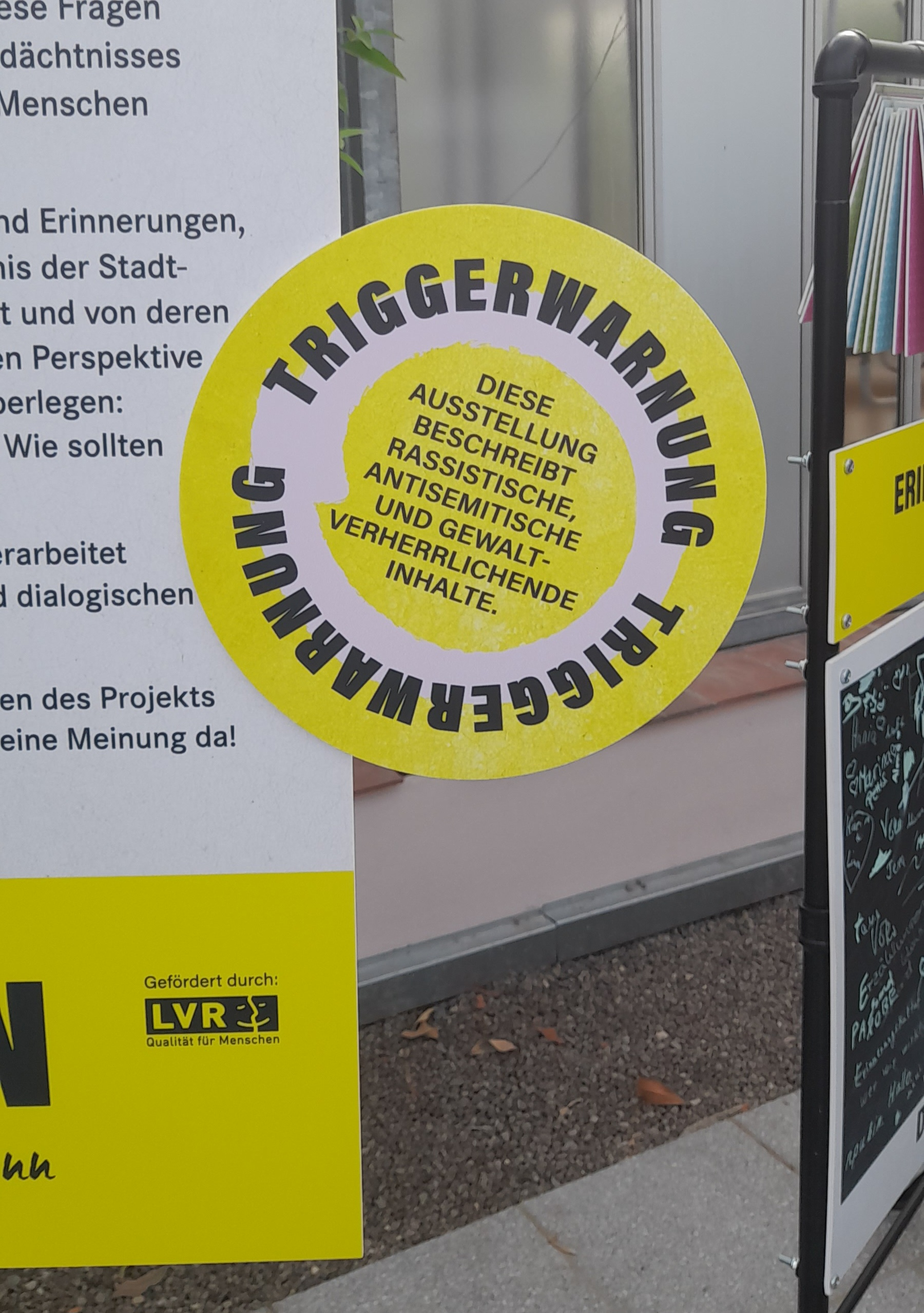
Triggerwarnung zu Kolonialismus: „Diese Ausstellung beschreibt rassistische, antisemitische und gewaltverherrlichende Inhalte.“ Botanischer Garten Bonn (2023)

### Fernsehen

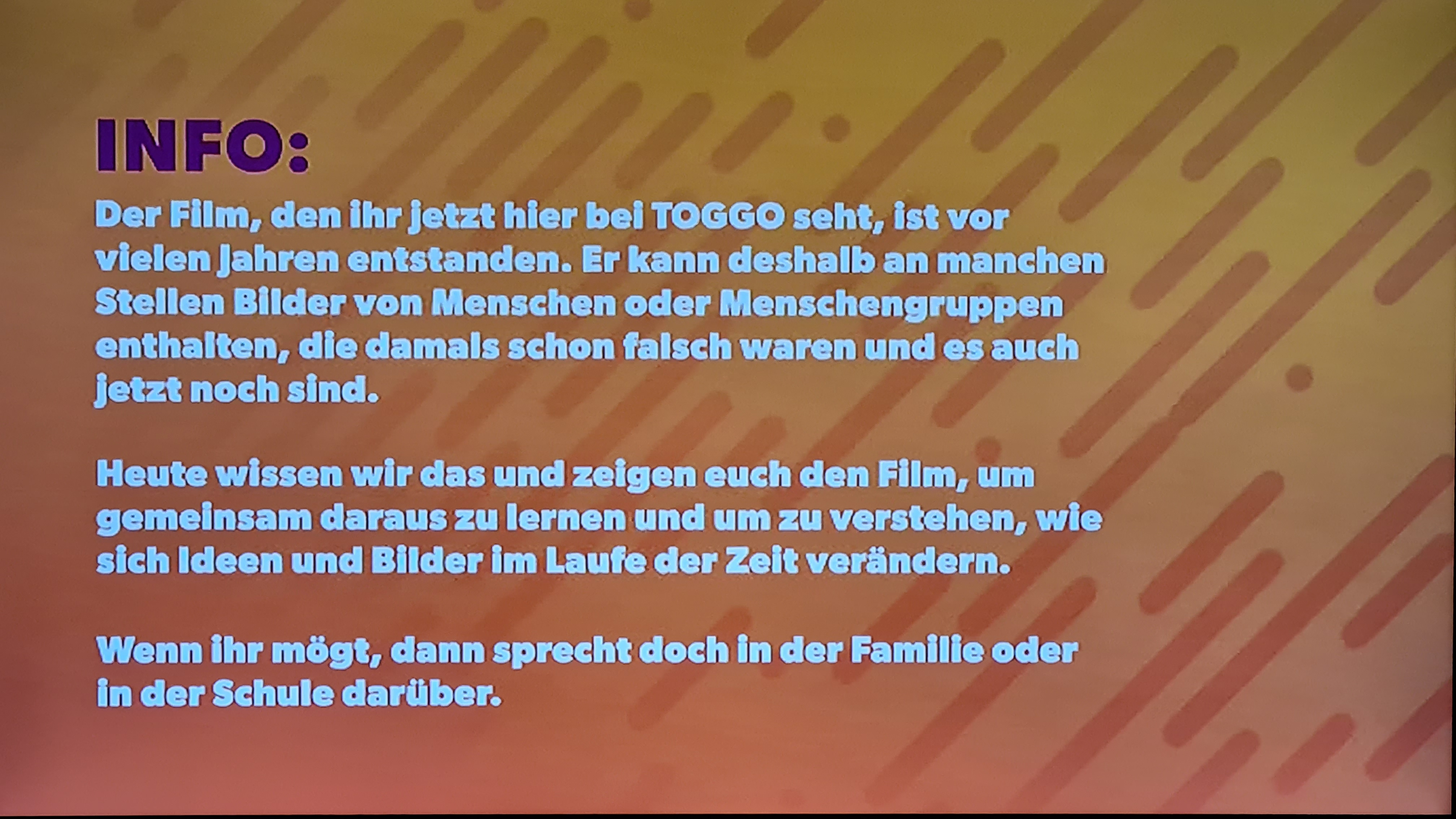
Triggerwarnung vor Asterix-Zeichentrickfilm

## Verwendung

### Universitäten
Insbesondere an angloamerikanischen Universitäten setzen sich Studierende seit etwa den 2000ern ausgehend von den Gesellschaftswissenschaften dafür ein, dass Inhalte, die auf Menschen mit Gewalterfahrung möglicherweise retraumatisierend wirken könnten, mit Triggerwarnungen versehen werden. Dadurch soll betroffenen Menschen ermöglicht werden, in potentiell retraumatisierenden Situationen entsprechend zu reagieren, z. B. indem sie diese vermeiden und sie in einem sicheren Umfeld (beispielsweise im Rahmen einer Psychotherapie oder im Gespräch mit Vertrauenspersonen) aufzuarbeiten. Zudem hat sich ein weiteres Verständnis von Triggerwarnungen durchgesetzt, das sich auf als verletzend empfundene Inhalte bezieht. Die Auseinandersetzung um Triggerwarnungen wurde und wird insbesondere in den USA intensiv geführt. Triggerwarnungen werden dort insbesondere in Lehrveranstaltungen gefordert, die Themen über Geschlecht, Hautfarbe (englisch Race) oder Sexualität diskutieren.